# Любимовка (фестиваль)
Незави́симый фестива́ль драматурги́и «Люби́мовка» — старейший драматургический фестиваль России. Ранее назывался «Фестиваль молодой драматургии «Любимовка».

## История

### 1990—2006 годы
Фестиваль был основан в 1990 году известными российскими драматургами и критиками — Михаилом Рощиным, Алексеем Казанцевым, Виктором Славкиным, Владимиром Гуркиным, Юрием Рыбаковым, Инной Громовой, Маргаритой Светлаковой, Марией Медведевой и другими. Фестиваль был задуман как лаборатория, позволяющая молодым авторам представлять тексты профессиональному сообществу.
В 1995–2000 годах в оргкомитет входили драматурги Елена Гремина, Михаил Угаров, Елена Исаева, Ольга Михайлова, Максим Курочкин и Ксения Драгунская. В 2000 году директором фестиваля стал Александр Родионов
До 2001 года фестиваль проходил в исторической усадьбе «Любимовка» Константина Станиславского, а позже — в Москве.

### 2007—2012 годы
С 2007 года фестиваль проходит в Театре.doc. В новую арт-дирекцию фестиваля вошли театроведы Елена Ковальская и Кристина Матвиенко, драматурги Александр Родионов и Михаил Угаров. Среди текстов фестиваля этих лет— «Наташина мечта» Ярославы Пулинович, «Кеды» Любови Стрижак, «Концлагеристы» Валерия Шергина, «Экспонаты» Вячеслава Дурненкова, «Час 18» Елены Греминой, «Кастинг» Германа Грекова, «Лёгкие люди» Михаила Дурненкова, «Соколы» Валерия Печейкина и другие.

### 2013—2019 годы
В 2013 году арт-дирекцию фестиваля возглавили драматурги Михаил Дурненков, Евгений Казачков и театровед Анна Банасюкевич. За эти годы программа фестиваля существенно расширилась: появились программа «fringe», предназначенная для экспериментальных текстов, внеконкурсная программа для текстов известных драматургов, лаборатории «Lark» и «практика постдраматурга», а также образовательные программы с ведущими профессионалами театра со всего мира.

### 2019 — 2024
9 сентября 2019 года было объявлено о смене арт-дирекции фестиваля. Новым поколением руководителей фестиваля «Любимовка» стали драматурги Нина Беленицкая, Екатерина Бондаренко, Полина Бородина, Олжас Жанайдаров, Андрей Иванов и Мария Огнева, театровед Полина Пхор и режиссёр Юрий Шехватов.

### 2024 — по настоящее время
В 2024 году было объявлено о смене арт-дирекции фестиваля. В новую арт-дирекцию вошли драматурги Наталия Лизоркина, Зухра Яникова, режиссер Анастасия Патлай, а также театральная исследовательница Елена Гордиенко.
В 2022 году фестиваль стал международным и проходит на независимых площадках по всему миру.

## Проекты фестиваля

### Продюсерский проект фестиваля
Продюсерский проект фестиваля поддерживает производство спектаклей по пьесам, входившим в программу. Среди поставленных текстов:
- «28 дней», драматург Ольга Шиляева, режиссеры Юрий Муравицкий и Светлана Михалищева, Театр.doc[15][16]
- «Про линя», драматург Александр Каргин, режиссёр Александр Кудряшов, площадка «8/3»[17]
- «С училища», драматург Андрей Иванов, режиссер Семен Серзин, Московский драматический театр имени А. С. Пушкина[18]
- «Длань Господня», драматург Роберт Аскинс, адаптация Валерия Печейкина, режиссер Юрий Муравицкий, Театр.doc[19]
- «Мама», драматург Ася Волошина, режиссер Юрий Шехватов, площадка «8/3»[20]

### «Практика постдраматурга»
В 2018 — 2019 годах совместно с театром «Практика» и Союзом театральных деятелей России была проведена первая годовая творческая лаборатория «Практика постдраматурга». Среди участников лаборатории были Екатерина Августеняк, Ксения Галыга, Гульнара Гарипова, Михаил Дегтярёв, Олжас Жанайдаров, Андрей Жиганов, Виктория Костюкевич, Михаил Левин, Серафима Орлова, Ксения Савельева и Евгений Сташков.

### LARK+Любимовка
Совместно с центром развития драматургии LARK (Нью-Йорк), фестиваль ежегодно проводит программу творческого обмена между США и Россией. Тексты авторов из обеих стран переводятся, адаптируются и представляются на сцене. В лаборатории принимали участие Артур Копит, Ринат Ташимов, Юлия Тупикина, Эрик Дюфо, Доминик Мориссо и другие.

## Влияние на театральный процесс

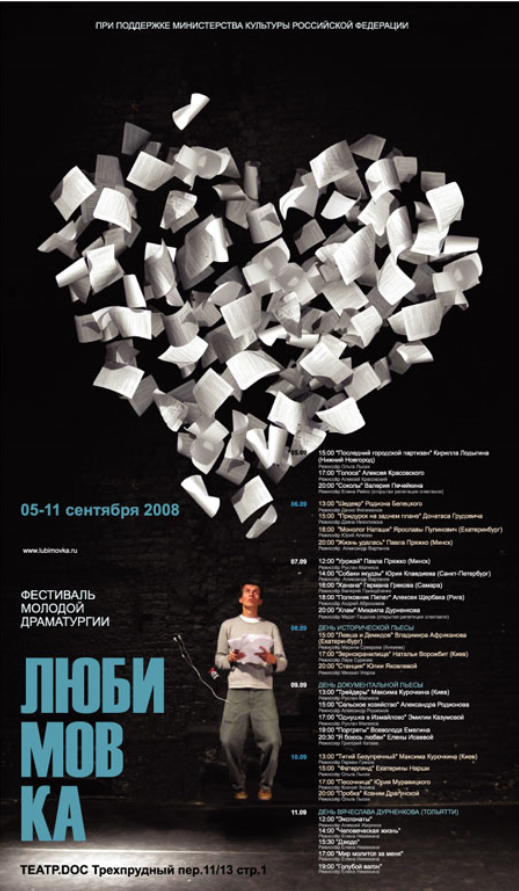
Афиша фестиваля в 2008 году

Эксперты неоднократно отмечали уникальную роль «Любимовки» в современном российском театре. Фестиваль ежегодно открывает новых авторов, интегрирует их в театральный процесс и создает среду для обмена опытом. «Любимовка» открывает новые имена не только для театра, но и медиа, кино, современного искусства, выходя шире конвенциональных рамок.
Каждый год зал Театра.doc оказывается набит до фразы: «Возможности пространства исчерпаны»— в это время люди сидят практически на сцене и головах друг друга. Это неудивительно: практически все известные сегодня авторы имели отношение к «Любимовке». — Эксперт.
В разные годы на фестивале впервые были представлены тексты Михаила Угарова, Ярославы Пулинович, Ивана Вырыпаева, Николая Коляды, Василия Сигарева, Евгения Гришковца, Ксении Драгунской, Бориса Хлебникова, Сергея Давыдова, Марии Арбатовой, Олега Шишкина, Александра Родионова, Вячеслава и Михаила Дурненковых, Юрия Клавдиева, Алексея Слаповского, Дмитрия Данилова, Любови Мульменко, Валерия Печейкина и других.